# Bruno Lanteri
Pour les articles homonymes, voir Lanteri.
Le vénérable Pio Bruno Lanteri, né le 12 mai 1759 à Coni, et décédé le 5 août 1830 à Pignerol, est un prêtre catholique italien, fondateur des oblats de la Vierge Marie.

## Biographie
Né à Coni, dit aussi (Cuneo) dans le diocèse de Mondovi, en Piémont, au sein d'une très ancienne famille du Royaume de Piémont-Sardaigne, il devient orphelin en 1763 et son père, très croyant, le confie à la protection de la Vierge Marie à qui il vouera toute sa vie une indéfectible dévotion, parlant d'elle comme de sa mère.
Souffrant d'affections pulmonaires, ce qui limita ses possibilités de parler en public, il avait en plus une mauvaise vue, ce qui l'obligeait à avoir un assistant. En 1776, il souhaite mener la vie des Chartreux, mais ses problèmes de santé vont l'empêcher de rejoindre cette communauté monastique, il gardera néanmoins une volonté de silence et de solitude. Il entre au séminaire de Turin et fut ordonné prêtre le 24 mai 1782, et reçu docteur en théologie le 13 juillet 1782. Son évêque, le cardinal-archevêque Vittorio Costa d'Arignano (1737-1796), l'autorisa à se fixer à Turin où il exerça son ministère pendant plus de cinquante ans.
Intelligent, il sut traverser son temps et surmonter les embûches qui se dressaient contre l'épanouissement de sa vie spirituelle. Armé d'une foi ardente il affirma haut et fort sa foi au travers une activité apostolique intense et multiforme par le biais de trois sociétés fondées par son directeur de conscience, le père jésuite Nicolas Von Diessbach de Turin (1732-1798), qui lui confia l'animation de ces associations de laïcs et de prêtres : les Amitiés chrétiennes pour les pratiquants désirant se livrer à l'apostolat,, les Amitiés sacerdotales pour les prêtres, et les Amitiés anonymes pour les étudiants en théologie. Prédicateur de retraites spirituelles au travers de missions populaires, il allie la direction spirituelle et la confession aux écrits et à la diffusion de livres, portant secours et assistance aux miséreux, toujours attentif à son credo : « Vers la vérité dans la charité », pratiquant et trouvant sa force dans les Exercices spirituels de saint Ignace de Loyola, et dans la lecture des livres d'Alphonse de Liguori qui lui font abandonner définitivement le jansénisme.
Ayant pris la défense du pape Pie VII lors de son exil forcé à Savone par Napoléon Ier, il organise l'aide financière du pape et les relais pour acheminer sa correspondance lui permettant de communiquer avec le monde extérieur. Soupçonné par la police impériale, il fut assigné à résidence pendant trois années, de 1811 à 1814.
L'internat ecclésiastique qu'il fonde à Turin pour la formation du clergé compte au minimum près d'une trentaine de saints, bienheureux ou vénérables parmi ses anciens pensionnaires, dont Joseph Cafasso, Giovanni Cagliero, Jean Bosco, Dominique Savio, Joseph Allamano ou Giuseppe Benedetto Cottolengo.
En 1816, avec quelques amis prêtres, il fonde la 'Congrégation des oblats de Marie Très Sainte', qui deviendra en 1826 les Oblats de la Vierge Marie à Carignano, dont il sera le recteur jusqu'à sa mort.
En 1825 et 1826, il rencontre par quatre fois le père Eugène de Mazenod, fondateur de la Société des missionnaires de Provence, ou oblats de Saint-Charles, lors du voyage de celui-ci à Rome pour solliciter l'approbation de sa règle et qui, s'arrêtant à Turin du 7 au 14 novembre 1825, y rencontra des membres de la congrégation des oblats de Marie Très Sainte fondée par Bruno Lanteri, congrégation qui venait de se désagréger par suite des obstacles mis sur son développement par les autorités civiles et religieuses. C'est le 15 novembre 1825 qu'il rencontre Bruno Lanteri dans une entrevue d'une douzaine d'heures au sujet de la fusion de sa congrégation avec celle du Père Lanteri. Plusieurs prêtres italiens rejoignent alors l'institution du Père de Mazenod où se trouvait déjà, depuis 1824, le Père Charles Dominique Albini (1790-1839). Le Père de Mazenod souhaite faire changer le nom de son institution, ajouter à la règle la formation des clercs dans les grands séminaires.
Le 17 février 1826, Lanteri fait savoir dans un courrier à de Mazenod que l'union n'est pas possible, ses confrères y étant opposés, cherchant eux-mêmes l'approbation pontificale. Eugène de Mazenod obtint l'approbation de sa Règle le 21 mars 1826. Lanteri arrive à Rome en avril 1826 pour solliciter l'approbation papale des oblats de la Vierge Marie. Les deux fondateurs se rencontreront à nouveau les 20, 22 et 24 avril 1826.
Il meurt le 5 août 1830 à Pignerol, prononçant ses dernières paroles devant ses confrères : « Aimez-vous les uns les autres, au coût de n'importe quel sacrifice ».
Sa cause de béatification fut introduite à Rome en 1930 sous le pontificat de Pie XI, qui disait de lui qu'il était le précurseur de l'Action catholique. Il fut déclaré vénérable sous le pontificat de Paul VI, en 1965.

## Publications
- Réflexion sur la sainteté et la doctrine du Bienheureux Liguori, Lyon, Éd. Perisse Frères, 1823, deux édition cette même année, quatre de 1828 à 1830, [traduit en italien, quatre éditions de 1827 à 1839, et une en espagnol en 1833];
- (it) Correspondance de Vénérable Pio Bruno Lanteri (1759-1830), fondateur de la Congrégation des Oblats de la Vierge Marie, Turin, Éd. Lanteriana , 1976